# إرنست هيلبرت
إرنست هيلبرت (بالإنجليزية: Ernest Hilbert) هو ملحن وصحفي أمريكي، ولد في 1970 في فيلادلفيا في الولايات المتحدة.